# برايان وينستون
برايان وينستون (بالإنجليزية: Brian Winston)‏ هو صحفي بريطاني، ولد في القرن العشرين في المملكة المتحدة.